# 鲍里斯·佩鲁希奇
鲍里斯·佩鲁希奇（捷克語：Boris Perušič，1940年7月27日—），捷克男子排球运动员。他曾代表捷克斯洛伐克国家队参加1964年夏季奥林匹克运动会排球比赛，获得一枚银牌。